# Зрадник (фільм, 2019)
«Зрадник» (італ. Il traditore) — копродукційний біографічний фільм-драма 2019 року, поставлений італійський режисером Марко Беллокйо. Світова прем'єра стрічки відбудеться 23 травня 2019 року на 72-му Каннському міжнародному кінофестивалі, де вона братиме участь в основній конкурсній програмі у змаганні за Золоту пальмову гілку.

## Синопсис
Реальна історія життя сицилійського мафіозі Томмазо Бушетта, який був інформатором в італійській програмі захисту свідків у 1980-х роках.

## У ролях
| • П'єрфранческо Фавіно   | … | Томмазо Бушетта                    |
| • Алессіо Пратіко        | … | «Скарпуццедда»                     |
| • Луїджі Ло Кашио        | … | Тотуччо Чонторно                   |
| • Марія Фернанда Кандіду | … | Марія Кристіна де Алмейда Ґімараїш |
| • Габріеле Арена         | … | Спадарос                           |
| • Фабриціо Ферракане     | … | Піпо Кало                          |
| • Ніно Порціо            | … | технічний директор студії RAI      |
| • Калі Нікола            | … | Тото Ріїна                         |
| • Джованні Кальканьйо    | … | Гаетано Бадаламенті                |
| • Людовіко Кальдарера    | … | Сальваторе Канчемі                 |
| • Габріеле Чичирелло     | … | Бенедетто Бушетта                  |
| • Джоффредо Марія Бруно  | … | Стефано Бонтате                    |
| • Федерика Бутера        | … | Сільвана Бушетта                   |
| • Марко Гамбіно          | … | генеральний прокурор Палермо       |
| • Нунціа Ло Престі       | … | дружина Тото Ріїни                 |
| • Массіміліано Убальді   | … | Джованни Бруска                    |

## Знімальна група
- Автор сценарію — Марко Беллокйо, Валіа Сантелла, Людовіка Рампольді, Франческо Пікколо
- Режисер-постановник — Марко Беллокйо
- Продюсер — Беппе Касчетто, Віола Фюген, Кайю Жуллане, Фабіану Жуллане, Александра Еноксберг, Міхаель Вебер, Симоне Гаттоні
- Співпродюсер — Мішель Меркт, Олів'є Пере
- Лінійний продюсер — Аттіло Моро, Себастьян Фріліх
- Оператор — Владан Радович
- Композитор — Нікола Пйовані
- Монтаж — Франческа Кальвеллі
- Художник-постановник — Андреа Касторина, Роберто Джуїзіні
- Художник-костюмер — Дарія Кальвеллі
- Художник-декоратор — Ліві дель Пріоре
- Підбір акторів — Франческа Борромео, Мангано Маурільо

## Нагороди та номінації
| Список нагород та номінацій                        | Список нагород та номінацій | Список нагород та номінацій | Список нагород та номінацій | Список нагород та номінацій | Список нагород та номінацій |
| Кінофестиваль/Кінопремія                           | Рік                         | Категорія                   | Номінант(и)                 | Результат                   | Дж                          |
| -------------------------------------------------- | --------------------------- | --------------------------- | --------------------------- | --------------------------- | --------------------------- |
| 72-й Каннський кінофестиваль                       | 2019                        | Золота пальмова гілка       | Зрадник                     | Номінація                   | [ 4 ]                       |
| 64-та церемонія вручення премії Давид ді Донателло | 2020                        | Найкращий фільм             | Зрадник                     | Перемога                    |                             |